# مکتوبات (تنخ)
کتوویم یا کتوبییم (Ketuvim) سومین و آخرین قسمت تنخ است.
کتوویم یا «مکتوبات» ممکن است طی تسخیر بابل یا پس از آن نوشته شده باشد و هیچ‌کس اطلاع دقیقی از این مطلب ندارد. طبق سنت ربانیان بسیاری از مطالب موجود در کتاب "Psalms" یا مزامیر یعنی زبور داوود است؛ سلیمان در اوان زندگی غزل غزل‌های سلیمان و در میان‌سالی کتاب امثال سلیمان شامل ضرب‌المثل‌ها و درپیری کتاب جامعه سلیمان را نوشته و ارمیا، کتاب مراثی را به رشته تحریر درآورده‌است. کتاب ایوب تنها کتاب مقدسی است که بر مفاهیم غیر یهود تأکید دارد. کتاب مراثی ارمیا، داستان یک غیر یهودی را بیان می‌کند که با یک یهودی ازدواج کرده و پس از مرگ وی آداب یهود براساس کتاب‌مقدس را به جا می‌آورد. او مادر مادربزرگ داوود بوده‌است در تعطیلات یهود پنج کتاب که «پیمایش پنج‌گانه» (مگیلوت) خوانده می‌شوند توسط یهودیان قرائت می‌شوند: غزل غزل‌های سلیمان در پسح، کتاب روت در شاووعوت، کتاب مراثی در تیشا بئاو، کتاب جامعه سلیمان در سوکوت، و کتاب استر در پوریم. به طورکلی کتوویم شامل اشعار موزون دارای تأثیرات فلسفی بر زندگی و داستان زندگی پیامبران و دیگر رهبران یهود در زمان تبعید بابلیان بوده‌است. در پایان این کتاب‌ها فرمان امپراتوری ایران برای بازگشت به اورشلیم وبازسازی معبد آورده شده‌است.

## کتاب‌های کتوویم
کتاب‌های کتوویم عبارت‌اند از:
- تهیلیم یا مزامیر תהלים
- میشلی (کتاب امثال سلیمان) משלי
- ایوف (کتاب ایوب) איוב
- شیر هاشیریم (غزل غزل‌های سلیمان) שיר השירים
- روت (کتاب روت) רות
- ایخا (مراثی ارمیا) איכה (که در عبری به آن «کنیوت»)(קינות(هم می‌گویند).
- کوهلت (کتاب جامعه سلیمان) קהלת
- استر (کتاب استر) אסתר
- دانیال (کتاب دانیال) דניאל
- عزرا (که معمولاً دوکتاب را شامل می‌شود: کتاب عزرا وکتاب نحمیا (עזרא נחמיה
- دیوری هایامیم (کتاب تواریخ ایام) که به دوکتاب تقسیم‌بندی می‌شود: דברי و הימים

سنت متنی یهودی هرگز ترتیب کتاب‌ها را در کتوویم نهایی نکرد. تلمود بابلی (باوا باترا 14b-15a) ترتیب آن‌ها را به‌صورت روت، مزامیر، ایوف، میشلی، کوهلت، شیر هاشیریم، ایخا، دانیال، استر، عزرا، و تواریخ بیان می کند.